# Allocosa aurichelis
Allocosa aurichelis là một loài nhện trong họ wolfspinnen (Lycosidae).
Loài này thuộc chi Allocosa. Allocosa aurichelis được Carl Friedrich Roewer miêu tả năm 1959.